# Aequidens latifrons
Espèce
Aequidens latifrons est un poisson appartenant à la famille des Cichlidae. Cette espèce est considérée par Catalogue of Life et FishBase, comme un synonyme pour Andinoacara latifrons.